# Теории заговора в России
В России в рамках «конспирологической субкультуры» отражены настроения, встречающиеся в различных группах: правые (промонархические) и левые оппозиционные политические круги; религиозная среда, представленная отдельными православными, а также эзотериками и неоязычниками; творческая интеллигенция, в том числе писатели, поэты, публицисты; отдельные научные сотрудники; некоторые представители политической элиты. Как и в других странах, конспирология может быть следствием стремления снять с себя ответственность за происходящее, что распространено в том числе в националистических кругах. По данным опросов «Левада-центр», число верящих в концепции заговора незначительно возрастало в период экономических и общественных кризисов, в том числе в начале 1990-х и 2010-х годов.

## История
Николаю I неоднократно приносили доносы на масонов. В одном из доносов императору Михаил Магницкий впервые употребил термин «жидомасоны». Он, в частности, писал, что Россия «страшна [масонам] силою физическою, духом <…> истинной и несокрушимой религией, преданностью к <…> самодержцам, искреннею, сердечною, святою, потому что она основана на вере, на чувстве, на тысячелетнем предании любви народной». По мнению историка С. Ю. Дудакова, письма Магницкого стали одним из важнейших документов, повлиявших на фабрикацию на рубеже XIX—XX веков известной фальшивки, обвинявшей евреев в планах мирового господства — «Протоколов сионских мудрецов». Главная цель фальсификаторов «Протоколов» из охранного отделения заключалась в том, чтобы опорочить любую попытку «либеральной» модернизации Российской империи, представив такую попытку в качестве «еврейской» или «иудео-масонской».

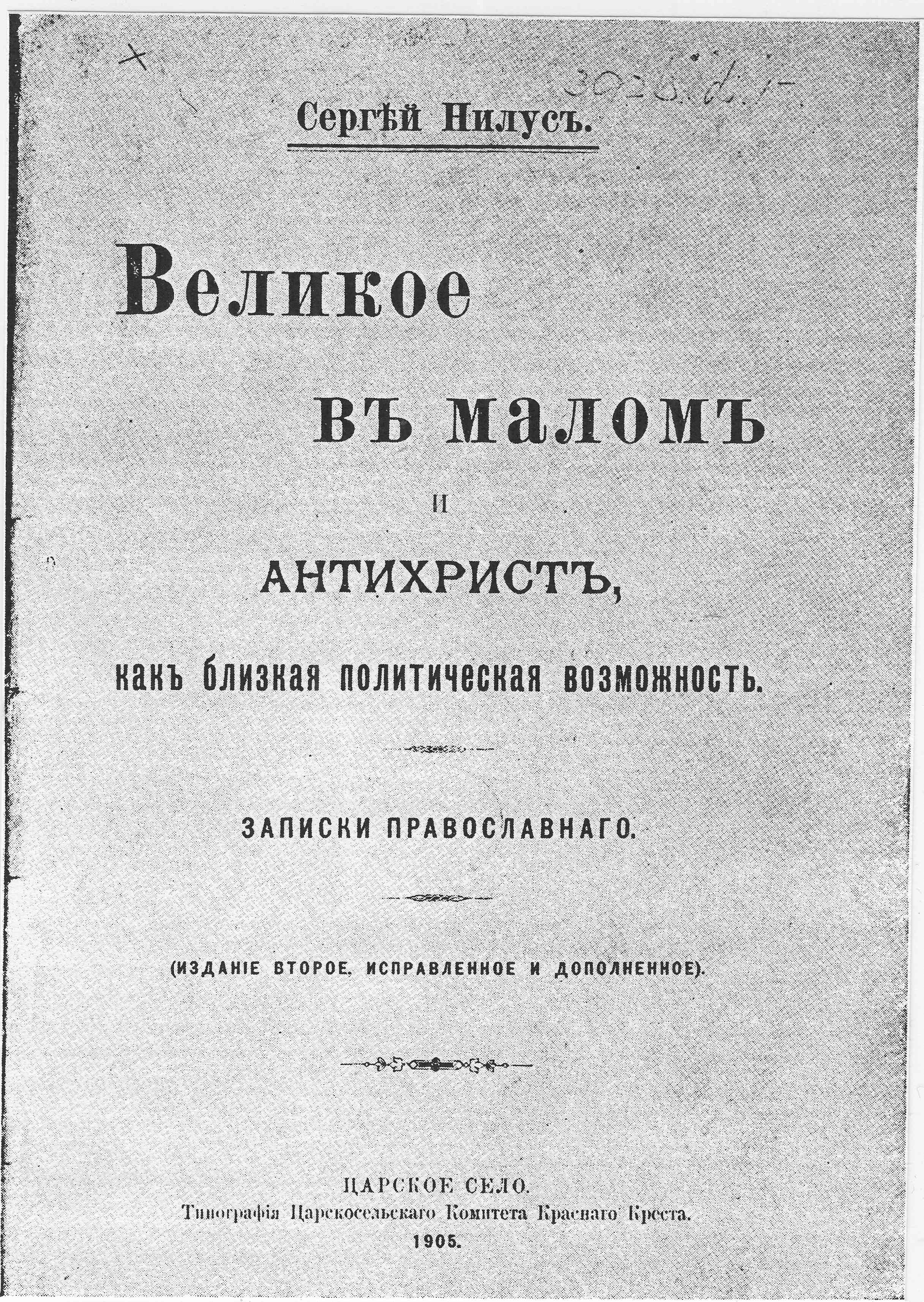
Книга Сергея Нилуса, 1905

Сторонники данной теории заговора считают, что целью «жидомасонов» является подрыв устоев христианской цивилизации, включая православную Россию, и создание организации, которая способна править миром, заменив суверенные государства и правительства. К концу XIX века идея «иудео-масонского заговора» стала предметом верования, вначале во Франции, Германии, Австро-Венгерии и Италии, но также в России и в целом в православном культурном пространстве, где растёт число публикаций, направленных на «защиту христианства» от евреев, рассматриваемых как подрывные элементы, и франкмасонов.
В 1906 году графом Владимиром Ламздорфом, царским министром иностранных дел, была подана записка, в которой содержался призыв к совместным действиям России, Германии и Ватикана против «иудео-масонства», революционных групп и Франции, согласно Ламсдорфу находящейся под властью «Всемирного еврейского альянса» и представляющей собой предпочтительный инструмент «для всеобщего торжества антихристианского и антимонархического еврейства». На полях документа император Николай II написал: «Переговоры следует начать незамедлительно. Я полностью разделяю изложенные здесь мнения».
Революция 1905 года приписывалась союзу масонов с евреями. Сторонниками теории заговора как результат «жидомасонского заговора» часто рассматривается Октябрьская революция. В 1918 году подполковник А. Родионов опубликовал в Новочеркасске брошюру «Сионские протоколы. План завоевания мира жидомасонами». В Белой армии имели распространение различные варианты «Протоколов сионских мудрецов», обычно сокращённые.
Период правления генерала Петра Врангеля в Крыму был преимущественно временем антисемистской пропаганды, которая основывалась на «Протоколах». Профессором Малаховым, священником Востоковым, журналистами Ножиным и Руадзе, субсидируемыми правительством, продвигалась идея об опасности «Протоколов» и всемирном жидомасонском заговоре. Однако эта кампания не принесла значительных результатов. Григорий Бостунич, противник красных, вёл активную антибольшевистскую агитацию в городах, занятых генералами Деникиным и Врангелем. В результате этой деятельности им была усвоена идея заговора евреев, масонов и большевиков и программы последнего, по мнению Бостунича, записанной в «Протоколах». В 1920 году большевики заочно приговорили Бостунича к смерти, но он смог бежать в Болгарию. Он ездил по Югославии и читал лекции о заговоре евреев и масонов для немецким националистов на территориях бывших австрийских провинциях нового государства. Первая книга Бостунич «Франкмасонство и русская революция» вышла в 1922 году в русском издательстве «Новый Сад», между 1923 и 1926 годами выдержки публиковали немецкие националистические и правые журналы. В 1922 году Бостунич эмигрировал в Германию, где также занимался чтением конспирологических лекций, утверждая, что все нежелательные изменения в послевоенном мире являются результатом злобных происков евреев, масонов и большевиков. Он принимал участие в ариософском движении и был очень активен в нацистских кругах, впоследствии став штандартенфюрером СС Бостунич много путешествовал по Германии, а позднее и по оккупированным странам, читая лекции о франкмасонах, еврействе и других «врагах нацизма».
Из правой среды в коммунистический/советский дискурс был заимствован миф о еврейском заговоре. В условиях начала Холодной войны «еврей-сионист» изображался как агент англо-американского империализма, стремящегося к войне за господство в мире; была сформирована новая теория, пока только участия (не лидерства) евреев в борьбе за мировое господство. Уже в кампании против «космополитов», параллельно с которой велось поддерживающее её дело Еврейского антифашистского комитета (ЕАК) 1948—1952 годов, но преимущественно начиная с процесса Рудольфа Сланского 1952 года (в Чехословакии) и с «Дела врачей» 1948—1953 годов пропаганда стала представлять «еврея-сиониста» не только в качестве идейного, но и как было предопределено Сталиным ещё в 1939 году, политического врага, создающего разветвлённую сеть заговоров, направленных против советских вождя, народа и государства. Историк Даниэль Пайпс писал о применимости концепции «параноидального (конспирологического) стиля политики» Ричарда Хофстедтера не только к праворадикалам, но и к ряду левых, включая советскую политику, и в частности, политику Сталина. На следующем этапе, в эпоху «застоя», сионизм был отождествлён с еврейством, объявлен «новым фашизмом» и расизмом, а затем стал рассматриваться как главная сила «империалистического заговора», а еврейство — как онтологический враг всех других народов мира. Эта теория заговора распространилась и на ряд несоветских левых идеологий.
Востоковед и неоязычник Валерий Емельянов, являясь в начале 1970-х годов лектором Московского горкома партии, призывал к «разоблачению» «жидомасонского заговора». В 1977 году он направил в ЦК КПСС докладную записку относительно «всемирного заговора», в которой «разоблачал» «международную иудео-масонскую пирамиду». В 1970-х годах Емельянов написал книгу «Десионизация». С момента появления евреев стержнем мировой истории, по Емельянову, стала смертельная схватка «сионистов» (евреев) и «масонов» с остальным человечеством во главе с «арийцами» в борьбе за мировое господство. План этой борьбы якобы был разработан ещё царём еврейским Соломоном. Емельянов утверждал, что иудаизм требует человеческих жертвоприношений. Своей целью Емельянов ставил разоблачение замыслов «сионистско-масонского концерна», якобы замышлявшего создание всемирного государства к 2000 году. Мощным орудием в руках «сионизма» служит христианство, по Емельянову, созданное иудеями специально с целью порабощения остальных народов. Иисус у Емельянова был одновременно «обычным иудейским расистом» и «масоном», а князь Владимир Святославич наделялся еврейской кровью. Лишь «арийский» мир во главе с Россией был способен дать отпор «сионизму». Семён Резник писал, что в 1975 году Емельянову удалось добиться ликвидации масонской символики с посвящённой декабристам выставки. Участник «русской партии» Сергей Семанов в своем дневнике отмечал, что в 1977 году Емельянов направил в ЦК КПСС письмо с протестом против присутствия на выпущенном в оборот юбилейном рубле масонской символики, которую образовывали три перекрещивающихся орбиты спутников. У Емельянова состоялась беседа с секретарем по идеологии Михаилом Зимяниным, в результате чего решением Политбюро ЦК КПСС выпуск монет изъяли из обращения и отправили в переплавку. Емельянов был членом националистического общества «Память», а в конце 1987 года основал свой «Всемирный антисионистский и антимасонский фронт (ВАСАМФ) „Память“», конечной задачей которого было установление во всех странах мира «антисионистской и антимасонской диктатуры».
В 1980-е годы сторонники ультранационализма и антисемитизма из общества «Память» использовали ряд методов маскировки и запутывания, которые были ритуализированы символическим антисемитизмом сталинского и брежневского периода, «разоблачением сионизма». Манифест «Памяти», распространявшийся в 1987—1988 году под названием «Очищение», начинается словами: «Международный сионистский капитал пытается всеми способами превратить русский народ в рабов, подчинённых еврейским жуликам и спекулянтам».
По мнению историка Савелия Дудакова, литературная история «Протоколов сионских мудрецов» замыкается «Русофобией» (1982) Игоря Шафаревича, которая подводит к выводу, что «за столетнее развитие в России антисемитской беллетристики ничего оригинального и новаторского в идеи и темы политико-мессианской концепции „святой Руси“ современные ревнители и патриоты внести не могут».
С 1980-х годов в кругах русских националистов и православных традиционалистов евреи (более или менее прямо называемые) считаются как основными виновниками убийств, связанных с большевистской революцией, Октябрьская революция рассматривается как результат «жидомасонского заговора». Известный «борец с русофобией» математик Игорь Шафаревич, благодаря которому понятие «русофобия», направленное преимущественно против евреев, особенно против еврейских интеллектуалов, получило распространение, стал выразителем русского националистического течения, объясняющего все проблемы русской родины заговором, который замышляют главным образом «жидомасоны». Антиеврейские шаблоны, взятые без изменений из антииудео-масонской литературы, использовались националистическим обществом «Память».

## Современность
В современной России субкультура теорий заговоров выражена в произведениях художественной литературы, в особенности в пределах жанров фэнтези и альтернативной истории, в статьях некоторого числа газет («Русский вестник», «Завтра»), а также в сюжетах кинофильмов и популярных телепередач. Телеканалы транслируют различные сериалы, основанные на конспирологических идеях. Популярность конспирологии отразилась, в частности, в повышенном интересе к американскому сериалу «Секретные материалы». Субкультура теорий заговора составила часть дискурса ряда политических групп, что наиболее заметно в интернете.
Как и за пределами России, конспирология может составить основу общественных движений. Так, на рубеже XX—XXI веков появились движения против ИНН, штрихкодов, УЭК (универсальных электронных карт), основанные на убеждённости в существовании мирового заговора. В последнее время заимствованная из США связка идеи глобального заговора с эсхатологическим видением в некоторой степени присутствует и среди православных, что имеет опору на в юдофобских рассуждениях отдельных православных священников, по мнению которых древнее иудейско-христианское противостояние получило вид заговора иудеев и масонов, направленного на создание мирового царства антихриста.
Согласно рейтингу 2018 года, составленному на основе упоминаний 36 конспирологических теорий в материалах 43 тысяч современных российских СМИ и с учётом статуса и размера аудитории каждого СМИ, самой популярной конспирологической теорией был «заговор историков против России». Далее среди наиболее популярных — идея тайного мирового правительства, отрицание существования ВИЧ/СПИД, теория заговора о вреде ГМО, теория, что Землёй правят инопланетяне, теория лунного заговора, конспирология, связанная с вакцинацией, теория о «гей-лобби», разрушающем российскую духовность, теория плоской Земли и теория масонского заговора. Частотность упоминаний наиболее популярных конспирологических теорий с 2011 по 2017 годах в среднем возросла в шесть-девять раз. Больше всего набрали популярность теория плоской Земли, упоминания которой выросли в 44,6 раза, и сомнения в реальности ВИЧ и СПИД — в 36 раз.
Сторонники теории «заговора историков» считают, что недобросовестные историки умышленно искажают и фальсифицируют факты с целью «приуменьшить величие России». В постсоветских национальных республиках сформировалось представление об историографической травме советского периода, теории «заговора историков», согласно которой определённая этническая группа была сознательно лишена славного исторического прошлого и культуры в угоду советской интернационалистической политике.
В России и других постсоветский странах присутствует идея «заговора норманистов» как часть «заговора историков». В 2009 году историк-антинорманист А. Н. Сахаров, директор Института российской истории РАН, член-корреспондент РАН и один из активных членов Комиссии по противодействию попыткам фальсификации истории в ущерб интересам России, в интервью российскому телеканалу заявил, что среди современных фальсификаций одним из самых опасных средневековых вымыслов является норманизм, который «сегодня снова поднимает голову». Он считал, что в России дует новый ветер норманизма, инспирируемый иностранными организациями и учреждениями, финансирующими «деструктивную деятельность» некоторых российских учёных и исследовательских центров.
Идея «заговора историков» включена в «Новую хронологию» А. Т. Фоменко, где имеется представление о подтасовке фактов историками, которые не могут говорить правду, поскольку они непрерывно выполняют различные социальные заказы. Последователь «Новой хронологии» социолог А. А. Зиновьев в статье для «Книжного обозрения» (1999) утверждал, что историки всех времён и народов участвуют в «глобальной фальсификации истории». По мнению историка А. Е. Петрова, несмотря на то, что фальсификация исторических источников в некоторых масштабах имеет место, постоянная эксплуатация этого тезиса придаёт «Новой хронологии» черты теории заговора.
Сторонники славянской версии арийского мифа объясняют отсутствие подтверждения своих идей в историографии конспирологическими теориями: с периода античности Запад стремился скрыть значимость славянской цивилизации и скрывал славян под различными названиями: шумеры, хетты, этруски, египтяне и др.. Утверждается, что «заговор» «официальных» западных и местных историков и археологов выполняет заказ Запада, западных или местных спецслужб. «Официальные учёные» замалчивают или скрывают от народа древность «ариев-славян-русских» и их цивилизаторскую роль, скрывают или прямо уничтожают «факты», в чём они следуют примеру христианских миссионеров. Историки изображаются «русофобами» и «сионистами»; под русофобией понимается «заговор против русского народа», выставляющий народ в «неприглядном» свете через навязывание ему таких сюжетов, как призвание варягов, хазарское и татаро-монгольское иго, отрицание древности народа и его славного «арийского» прошлого. «Подлинная» всемирная история вместе с подлинными историческими источниками скрыта в «высших жидомасонских кругах», стремящихся к «мировому господству».
В России в среде радикальных националистов слово «масоны» может служить эвфемизмом для обозначения евреев. В походной песне неофашистской организации «Русское национальное единство», руководителем которой являлся бывший член общества «Память» Александр Баркашов, присутствовал призыв: «Смерть псам-космополитам, Смерть жидомасонам!». Многие национал-патриоты, стремясь к сплочению русского народа, готовы отказаться от нападок друг на друга, основанных на религиозных различиях, поскольку борьба с «жидомасонским заговором» представляется им намного важнее. Экономист Олег Платонов в многотомных работах стремился найти «свидетельства» о «жидомасонском заговоре» и писал о «ритуальных убийствах», осуществлявшихся «тайной иудейской сектой». Своё негативное отношение к Западу Платонов объяснял идеей, что тот покорился «талмудической иудейской идеологии».
Идеи «международного еврейства» (Владимир Истархов), «международного сионизма» (Валерий Емельянов, Юрий Петухов, Александр Асов) и «международного жидохристианства» (Алексей Добровольский) присутствуют в идеологии славянского неоязычества. Тема «жидомасонского заговора», включая обвинения «иудомасонов» в ритуальных убийствах и использовании крови младенцев, популярна в идейных направлениях, связанных с «арийской» идеей, в том числе в славянском неоязычестве.
Конспирологические и псевдонаучные идеи продвигал Антон Мысливец, блогер, владелец YouTube-канала «Крамола», финалист антипремии «Почётный академик ВРАЛ» за 2021 год. «Крамола» является одним из наиболее популярных псевдонаучных каналов в русскоязычном YouTube с несколькими миллионами просмотров. Организаторами антипремии «Почётный академик ВРАЛ» канал назван агрегатором псевдонаучных идей из всех областей, который имеет ярко выраженные коммерческие цели. Тематика канала включает: «запрещённые технологии», которые, по заявлениям канала, скрываются от общественности; псевдоистория: утверждается, что «официальная история» сфальсифицирована «продажными учёными», чтобы принизить величие славян и Руси-Тартарии; «утраченные знания древних цивилизаций»; псевдоастрономия и уфология: заявлено, что Луна является фейком, МКС не существует, инопланетяне следят за людьми и развитием Земли; теории заговора на медицинскую тематику: утверждается, «фарммафия» и врачи ради корыстных целей калечат людей, продавая им под видом лекарств яды и создавая новые заболевания; конспирологические теории о пандемии COVID-19: заявлено, что коронавирус является биологическим оружием, вакцины ухудшают состояние, врачи и государства мира находятся в сговоре с мировым правительством с целью организовать пандемию и сократить население Земли; утверждается, что 5G представляет опасность, людей тайно чипируют; мистика, эзотерика и др.. Также Мысливец поддерживал ВИЧ-диссиденство и продвигал альтернативную медицину. В 2021 году Приморский суд Санкт-Петербурга признал Мысливца виновным в действиях, предусмотренных ст. 207.1 УК РФ (публичное распространение заведомо ложной информации) и назначил Мысливцу 200 часов обязательных работ за распространение фейковой информации о вакцине от COVID-19. В ролике на YouTube Мысливец утверждал, что для сокращения населения земли была изобретена вакцина от COVID-19, приводящая к смерти в течение нескольких месяцев. Мысливец признал свою вину, раскаялся и заявил, что прекратит подобную деятельность. По версии следствия Мысливец распространял заведомо ложную информацию в коммерческих целях. Мысливец сообщил дознавателям, что его целью было увеличение количества просмотров и подписчиков.